# Olympische Sommerspiele 1964/Leichtathletik – 3000 m Hindernis (Männer)

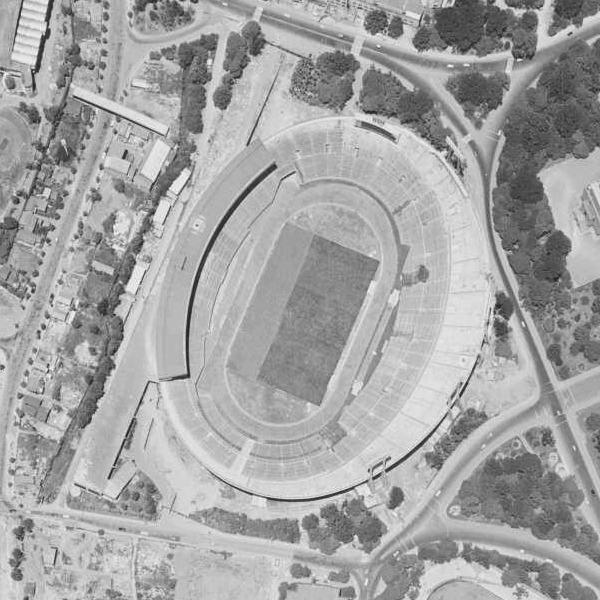
Luftaufnahme des Olympiastadions im Jahr 1963

Der 3000-Meter-Hindernislauf der Männer bei den Olympischen Spielen 1964 in Tokio wurde am 15. und 17. Oktober 1964 im Olympiastadion Tokio ausgetragen. 29 Athleten nahmen teil.
Olympiasieger wurde der Belgier Gaston Roelants. Er gewann vor dem Briten Maurice Herriott und Iwan Bjeljajew aus der Sowjetunion.
Drei Deutsche gingen an den Start: Dieter Hartmann, Alfred Döring und Rainer Dörner scheiterten in den Vorläufen. Athleten aus der Schweiz, Österreich und Liechtenstein nahmen nicht teil.

## Rekorde

### Bestehende Rekorde
| Weltrekord         | 8:29,6 min | Gaston Roelants ( Belgien)     | Löwen, Belgien         | 7. September 1963 |
| Olympischer Rekord | 8:34,2 min | Zdzisław Krzyszkowiak ( Polen) | Finale OS Rom, Italien | 3. September 1960 |

### Rekordverbesserungen
Der bestehende olympische Rekord wurde dreimal verbessert:
- 8:33,0 min – Maurice Herriott (Großbritannien), zweiter Vorlauf am 15. Oktober
- 8:31,8 min – Adolfas Aleksejūnas (Sowjetunion), dritter Vorlauf am 15. Oktober
- 8:30,8 min – Gaston Roelants (Belgien), Finale am 17. Oktober

## Durchführung des Wettbewerbs
29 Athleten traten am 15. Oktober zu insgesamt drei Vorläufen an. Die jeweils besten drei Starter – hellblau unterlegt – sowie der nachfolgend Zeitschnellste – hellgrün unterlegt – qualifizierten sich für das Finale am 17. Oktober.

## Zeitplan
15. Oktober, 15:50 Uhr: Vorläufe

17. Oktober, 16:50 Uhr: Finale
Anmerkung: Alle Zeiten sind in Ortszeit Tokio (UTC + 9) angegeben.

## Vorläufe
Datum: 15. Oktober 1964, ab 15:50 Uhr
Wetterbedingungen: heiter, 21–22 °C, Luftfeuchtigkeit 51–58 %

### Vorlauf 1

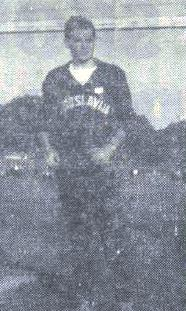
Slavko Špan – ausgeschieden als Sechster des ersten Vorlaufs

| Platz | Name                | Nation         | Zeit       |
| ----- | ------------------- | -------------- | ---------- |
| 1     | Manuel de Oliveira  | Portugal       | 8:40,8 min |
| 2     | Iwan Bjeljajew      | Sowjetunion    | 8:42,0 min |
| 3     | Ben Assou El Ghazi  | Marokko        | 8:42,8 min |
| 4     | Vic Zwolak          | USA            | 8:43,6 min |
| 5     | Zenji Okuzawa       | Japan          | 8:50,0 min |
| 6     | Slavko Špan         | Jugoslawien    | 8:57,6 min |
| 7     | József Mácsár       | Ungarn         | 9:08,8 min |
| 8     | Dieter Hartmann     | Deutschland    | 9:09,2 min |
| 9     | Jean Toffey Ekonian | Elfenbeinküste | 9:47,4 min |
| DNS   | Bengt Persson       | Schweden       |            |

### Vorlauf 2

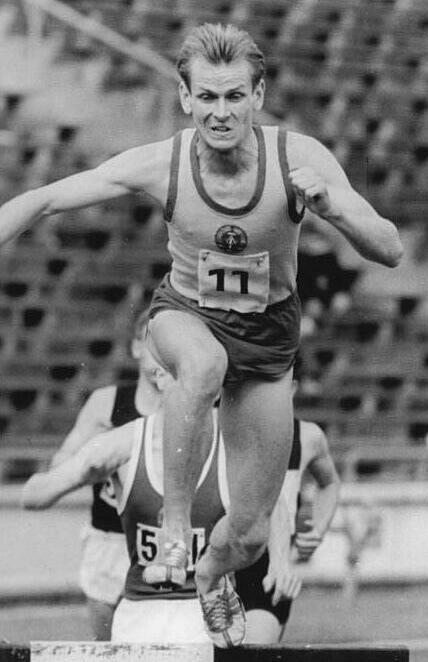
Alfred Döring – ausgeschieden als Sechster des zweiten Vorlaufs

| Platz | Name                 | Nation         | Zeit       | Anmerkung |
| ----- | -------------------- | -------------- | ---------- | --------- |
| 1     | Maurice Herriott     | Großbritannien | 8:33,0 min | OR        |
| 2     | Lars-Erik Gustafsson | Schweden       | 8:34,2 min |           |
| 3     | George Young         | USA            | 8:34,2 min |           |
| 4     | Guy Texereau         | Frankreich     | 8:34,6 min |           |
| 5     | Lazar Narodizki      | Sowjetunion    | 8:43,0 min |           |
| 6     | Alfred Döring        | Deutschland    | 8:43,2 min |           |
| 7     | Taketsugu Saruwatari | Japan          | 8:46,6 min |           |
| 8     | Edward Szklarczyk    | Polen          | 8:48,0 min |           |
| 9     | Labidi Ayachi        | Tunesien       | 9:02,0 min |           |
| 10    | Cahit Önel           | Türkei         | 9:15,6 min |           |

### Vorlauf 3
| Platz | Name                | Nation         | Zeit       | Anmerkung |
| ----- | ------------------- | -------------- | ---------- | --------- |
| 1     | Adolfas Aleksejūnas | Sowjetunion    | 8:31,8 min | OR        |
| 2     | Gaston Roelants     | Belgien        | 8:33,8 min |           |
| 3     | Ernie Pomfret       | Großbritannien | 8:45,2 min |           |
| 4     | Jeff Fishback       | USA            | 8:50,2 min |           |
| 5     | Benjamin Kogo       | Kenia          | 8:51,0 min |           |
| 6     | Rainer Dörner       | Deutschland    | 8:55,0 min |           |
| 7     | Attila Simon        | Ungarn         | 8:57,8 min |           |
| 8     | Trevor Vincent      | Australien     | 8:58,8 min |           |
| 9     | Saburo Yokomizo     | Japan          | 9:04,6 min |           |
| 10    | Dilbagh Singh Kler  | Malaysia       | 9:18,8 min |           |

## Finale

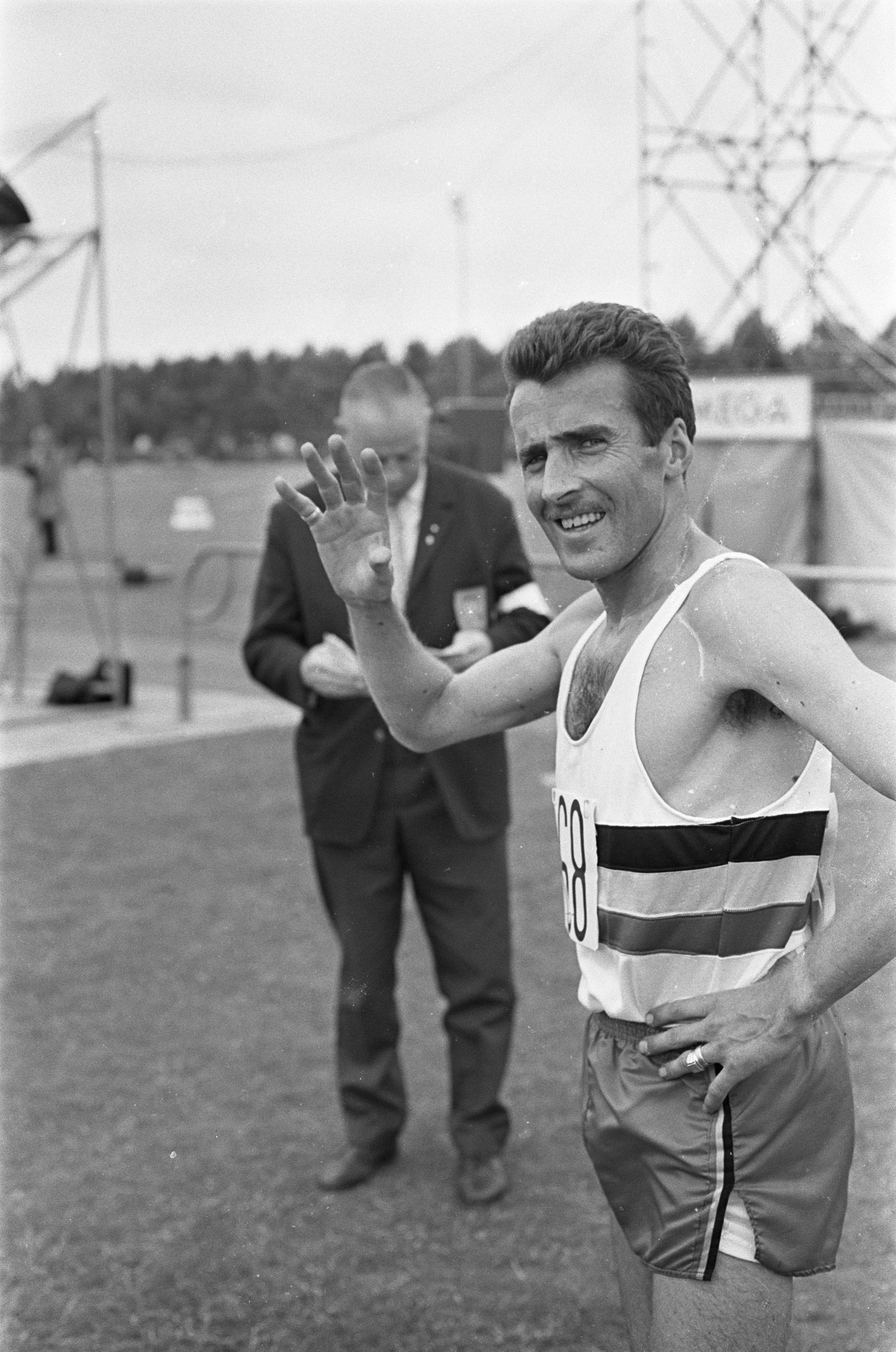
Olympiasieger Gaston Roelants

Datum: 17. Oktober 1964, 16:50 Uhr
Wetterbedingungen: heiter, ca. 20 °C, Luftfeuchtigkeit ca. 69 %
| Platz | Name                 | Nation         | Zeit       | Anmerkung |
| ----- | -------------------- | -------------- | ---------- | --------- |
| 1     | Gaston Roelants      | Belgien        | 8:30,8 min | OR        |
| 2     | Maurice Herriott     | Großbritannien | 8:32,4 min |           |
| 3     | Iwan Bjeljajew       | Sowjetunion    | 8:33,8 min |           |
| 4     | Manuel de Oliveira   | Portugal       | 8:36,2 min |           |
| 5     | George Young         | USA            | 8:38,2 min |           |
| 6     | Guy Texereau         | Frankreich     | 8:38,6 min |           |
| 7     | Adolfas Aleksejūnas  | Sowjetunion    | 8:39,0 min |           |
| 8     | Lars-Erik Gustafsson | Schweden       | 8:41,8 min |           |
| 9     | Ben Assou El Ghazi   | Marokko        | 8:43,6 min |           |
| 10    | Ernie Pomfret        | Großbritannien | 8:43,8 min |           |

Favorit war der Belgier Gaston Roelants, Weltrekordhalter und Europameister von 1962. Seit dem 5. August 1961 war er in 25 Rennen vor diesen Spielen ungeschlagen geblieben. Das Niveau in dieser Disziplin war schon in den Vorläufen sehr hoch. Gleich zweimal wurde der olympische Rekord verbessert und der neue Rekordinhaber Adolfas Aleksejūnas aus der UdSSR hatte im dritten Vorlauf sogar Roelants besiegt. Der Finalausgang war nach den Vorläufen offener als zuvor erwartet.
Zwei Tage darauf setzte Roelants im Finale von Beginn an voll auf die Tempokarte. 1960 in Rom hatte er Platz vier belegt, nun wollte er die Goldmedaille. Nach einem Kilometer hatte Roelants sich zwar einen kleinen Vorsprung von ca. fünf Metern erarbeitet, aber Aleksejūnas, der Franzose Guy Texereau und völlig überraschend auch der Portugiese Manuel de Oliveira hielten zunächst noch einigermaßen Tuchfühlung. Dann verschärfte der führende Belgier noch einmal erheblich. Jetzt konnte niemand mehr folgen und Roelants vergrößerte den Abstand auf zwischenzeitlich fünfzig Meter. In der letzten Runde musste er nicht mehr alles geben, sein Olympiasieg war sicher und er gewann das Rennen mit neuem Olympiarekord. Hinter ihm kämpften die Verfolger nun um die weiteren Medaillen. Der Brite Maurice Herriott übernahm als erster die Initiative und sicherte sich mit einem langgezogenen Spurt die Silbermedaille. Dritter wurde Iwan Bjeljajew aus der UdSSR und auf dem vierten Rang lief der portugiesische Außenseiter Manuel de Oliveira ein, der zum zweiten Mal nach dem Vorlauf den Rekord seines Landes verbesserte.
Gaston Roelants lief zum ersten belgischen Olympiasieg in dieser Disziplin.

## Videolinks
- Gaston Roelants 1964 Tokyo Olympic Summer Games: Men's 3,000 m Steeplechase (Amateur Footage), youtube.com, abgerufen am 6. September 2021
- 3,000 METERS STEEPLE - NO SOUND, youtube.com, abgerufen am 27. Oktober 2017